# Urophyllum castaneum
Urophyllum castaneum är en måreväxtart som beskrevs av Henry Nicholas Ridley. Urophyllum castaneum ingår i släktet Urophyllum och familjen måreväxter. Inga underarter finns listade i Catalogue of Life.